# Даулите-Корнетт, Дейманте
Дейманте Даулите-Корнетт (фр. Deimanté Daulyte-Cornette, в девичестве Даулите, лит. Deimantė Daulytė; род. 22 февраля 1989, Шяуляй) — литовская и французская шахматистка, гроссмейстер среди женщин (2009), международный мастер среди мужчин (2014).

## Биография
Многократная чемпионка Литвы среди девушек в разных возрастных группах (2007, 2008, 2009). Представляла Литву на юношеских чемпионатах мира и Европы по шахматам, где высшее достижение — третье место[уточнить] на чемпионате Европы среди девушек в возрастной категории U-16.
Пять раз побеждала на женских чемпионатах Литвы по шахматам (2006, 2007, 2008, 2012, 2013).
Представляла Литву на крупнейших командных шахматных турнирах:
- в шахматных олимпиадах участвовала семь раз (2006—2018). В индивидуальном зачете завоевала бронзовую (2016) медаль;
- в командных чемпионатах Европы по шахматам участвовала шесть раз (2005—2007, 2011—2017). В индивидуальном зачете завоевала серебряную (2005) медаль.

В составе сборной Франции бронзовая призёрка командного чемпионата Европы 2023 г.
Замужем за гроссмейстером Матье Корнеттом.

## Изменения рейтинга
| Графики недоступны из-за технических проблем. См. информацию на Фабрикаторе и на mediawiki.org. |